# Eder Martínez Telletxea
Eder Martínez Telletxea (Bilbao, 22 d'agost de 1983) és un futbolista basc que ocupa la posició de defensa.

## Trajectòria
Sorgeix del planter de l'Athletic Club. Entre 2001 i 2004 forma amb el CD Baskonia. La temporada 04/05 puja al Bilbao Athletic, però passa la temporada cedit al Sestao River. L'estiu del 2005 debuta amb el primer equip de San Mamés, en un encontre de la Copa Intertoto. Eixa campanya, la 05/06, la milita a l'equip B dels bascos.
Sense continuïtat a l'Athletic, la seua carrera prossegueix entre Segona B i Tercera Divisió, en equips com Logroñés CF (2006), Haro Deportivo (2007), Portugalete (07/08) i Zalla UC (08/09).